# Melithreptus affinis
Melithreptus affinis é uma espécie de ave da família Meliphagidae.
É endémica da Austrália.
Os seus habitats naturais são: florestas temperadas e matagais mediterrânicos.